# NK-klockan
59°19′58.6″N 18°4′8.79″Ø / 59.332944°N 18.0691083°Ø
NK-klockan (dansk: NK-uret) er et roterende neonskilt i Stockholm som findes på taget af varehuset NK, Hamngatan 18-20. Det blev monteret i 1939 på Telefontornet, blev taget ned i 1953 og fik senest 1954 sin nuværende plads.
Det roterende skilt, der måler syv meter i diameter viser NK's velkendte logo i grønne neonrør på den ene side og et ur i røde neonrør på den anden. En hel omdrejning tager 12 sekunder. Uret var, da det blev sat op, Europas største roterende skilt.
NK-klockan blev konstrueret og bygget i 1939 af Ingenjörsfirman Teknik ASEA med deltagelse af Ruben Morne. NK's logo er dog ældre end uret; det blev designet i 1902 af David Blomberg. Uret blev tændt første gang den 2. oktober 1939.
Oprindeligt sad NK-klockan på det 45 m høje Telefontornet, opført i 1887 ved Brunkebergstorg. Uret blev taget ned omkring 1953, da Telefontornet blev revet ned. Senest året efter blev uret monteret med logo på en ca. 25 m høj mast på NK's tag. Vindeltrappen i masten som leder op til uret blev designet af Hans Asplund. I 1983 blev uret taget ned pga. renovering; siden da har urskiven snurret og er blevet et velkendt indslag i Stockholms bybillede.
Det er bemærkelsesværdigt, at NK kort før jul 1924 tændte Sveriges første udendørs neonskilt (det første indendørs neonskilt havde Dagens Nyheter ved Stureplan sat op i begyndelsen af december 1924). NK's skilt blev hængt på bygningens facade mod Hamngatan og var ildrødt. Det siges at folk ringede til brandvæsenet når det røde skær blev reflekteret på de omkringliggende facader. Skilten kan ses over hele Kungsträdgården of Norrmalmstorg

## Billeder
- NK-klockan over Klarakvarteren 1952
- Telefontornet og uret 1952
- NK og uret 2007
- Begge sider 2010 (fotomontage)